# Хасанбегович, Нела
Нела Хасанбегович (босн. Nela Hasanbegović; род. 21 января 1984, Сараево) — боснийский скульптор.

## Биография
Нела Хасанбегович родилась 21 января 1984 года. С 1998 по 2002 год обучалась в Высшей школе искусств в Сараево на факультете скульптуры. В 2002 году поступила в Академию изящных искусств в Сараево на факультет скульптуры и окончила её в 2007 году.
C 2012 года на работе в кафедре художественного образования в Академии изящных искусств Университета Сараево.
В настоящее время является старшим ассистентом преподавателя в области методики художественного образования, кандидатом наук на факультете изящных искусств в Белграде и в междисциплинарной докторантуре на факультете педагогических наук Университета Сараево.

## Научная деятельность
Область научных интересов: трёхмерное и промежуточное искусство. Её художественные работы включают инсталляции, видео, фотографии и перформансы.
Экспонировала свои работы на 131 международной и отечественной групповой выставке и провела 19 персональных выставок в Боснии и Герцеговине и за рубежом. Её работы находятся в важных музеях и частных коллекциях.
С 2007 года является членом Ассоциации художников Боснии и Герцеговины. С 2011 года — член Ассоциации Культуры и Красного Искусства. Является членом нескольких ассоциаций художников, находящихся за пределами Боснии и Герцеговины.
Участвовала во многих персональных и групповых выставках. Нела Хасанбегович выступила с докладами на многочисленных панелях и презентациях, провела несколько лекций. Публиковала несколько статей и участвовала во многих симпозиумах, творческих колониях и программах резидентуры, а также получила несколько престижных наград и стипендий.
Представленные известные работы: «Между светом и тьмой», «Поляки» и «Молодёжный салон».

## Награды
- 2007 — Премия «Кенан Солакович» за скульптуру «Молодёжный салон», Сараево;
- 2008 — Награда «Личное и публичное» за лучшее выставленное произведение искусства, Широки Бриег;
- 2011 — Премия за экспериментальный рисунок, Мостар;
- 2012 — Премия в области современных медиа, «Collegium Artisticum 2012», Сараево;
- 2013 — Премия в области новых медиа, «Collegium Artisticum 2013», Сараево.

## Публикации
- BLACKWOOD, JON, «Introduction to contemporary art in B&H», book, Publisher: Duplex100m2, ISBN 978-9926-8041-0-7, Sarajevo, 2015.
- BRYZGEL, AMY, "Performing Art in Eastern Europe since 1960 (Rethinking Art’s Histories) Book, Publisher: Manchester University Press, ISBN 978-1-78499-422-8, (st. 182., 183., 184., 279.), 2017.
- FORSELL, SABRINA, Sarajevo — l*a*tribu*t de l’art, book, Publisher: Galerija Duplex100m2, Sarajevo, 2017.
- 2018 Proceedings: Stepping Towards New Challenges in Education, article: Cultivating the aesthetic and cultural sensibility of students in the upper grades of primary and secondary schools, Publisher: Faculty of Philosophy, University of Sarajevo.
- 2019 Proceedings: A Window into the World of Education, Science and the Youth, article: Cultural heritage and structural elements in textbooks for the visual arts education, Authors: Nela Hasanbegović i Meliha Suljagić, Publisher: University of Sarajevo, Faculty of Educational Sciences Sarajevo.
- 2020 INSAM Journal of Contemporary Music, Art and Technology, Issue 4, APPLICATION POSSIBILITIES OF COMPUTER SOFTWARE IN THE CONTEXT OF THE ART TEACHING, Authors: Sandra Bjelan-Guska i Nela Hasanbegović, Publisher: Insam Institute.
- 2020 Book: Smjernice za unapređenje nastavničke profesije — istraživačka studija, Publisher: Faculty of Philosophy, University of Sarajevo, Authors: Emina Dedić Bukvić, Amela Dautbegović, Irma Ćehić, Larisa Kasumagić-Kafedžić, Meliha Zejnilagić-Hajrić, Meliha Suljagić, Nela Hasanbegović i Valida Akšamija.
- 2020 Proceedings: Stepping Towards New Challenges in Education, article: ADVANTAGES AND CHALLENGES OF THE VISUAL ARTS TEACHING IN ONLINE LEARNING ENVIRONMENT, Authors: Sandra Bjelan-Guska i Nela Hasanbegović, Publisher: Faculty of Philosophy, University of Sarajevo.
- 2020 SARAJEVO SOCIAL SCIENCE REVIEW VOLUME IX • No 1 article: Challenges of Contemporary Art Education — Improving the Competencies of Art Teachers in the Sarajevo Canton, Authors: Nela Hasanbegović & Meliha Suljagić, Publisher: Faculty of Political Science, University of Sarajevo.